# Manic World Tour
Manic World Tour é a terceira turnê da cantora americana Halsey, em apoio ao seu terceiro álbum de estúdio, Manic (2020). A turnê começou em Madrid, Espanha em 6 de fevereiro de 2020, e terminou em Manchester, Reino Unido em 12 de março do mesmo ano.
Em 22 de janeiro de 2021, Halsey anunciou que todos as apresentações na América do Norte seriam canceladas, devido às incertezas sobre a pandemia. Alguns dias depois, a cantora anunciou que estava grávida do primeiro filho.

## Repertório
O repertório abaixo é constituído do primeiro concerto da turnê, realizado em 6 de fevereiro de 2020 em Madrid, não sendo representativo de todas as apresentações.
1. "Nightmare"
2. "Castle"
3. "Heaven In Hiding"
4. "Eyes Closed" / "Die for Me"
5. "You should be sad"
6. "Haunting"
7. "Forever ... (is a long time)"
8. "Dominic's Interlude" (interlude)
9. "I HATE EVERYBODY"
10. "Colors pt. II" / "Colors"
11. "Walls Could Talk"
12. "Bad At Love"
13. "3am"
14. "Finally // beautiful stranger"
15. "100 Letters" (acústico)
16. "Is There Somewhere"
17. "killing boys"
18. "Hold Me Down"
19. "clementine"
20. "Graveyard"
21. "929"
22. "Ashley"
23. "Gasoline"
24. "Without Me"

### Observações
- Em 7 de março de 2020, em Glasgow, Halsey performou pela primeira vez "Experiment On Me" no lugar de "Ashley".[12]
- A partir de 8 de março de 2020, "Experiment On Me" foi adicionada entre "Ashley" e "Gasoline".[13]

## Datas
| Data                    | Cidade           | País          | Local             | Ato(s) de aberturas | Público         | Receita  |
| Europa                  | Europa           | Europa        | Europa            | Europa              | Europa          | Europa   |
| ----------------------- | ---------------- | ------------- | ----------------- | ------------------- | --------------- | -------- |
| 6 de fevereiro de 2020  | Madrid           | Espanha       | WiZink Center     | Pale Waves          | 4.053 / 6.140   | $259.769 |
| 7 de fevereiro de 2020  | Barcelona        | Espanha       | Sant Jordi Club   | Pale Waves          | —               | —        |
| 9 de fevereiro de 2020  | Frankfurt        | Alemanha      | Jahrhunderthalle  | Pale Waves          | 4.672 / 4.672   | $209.766 |
| 13 de fevereiro de 2020 | Milão            | Itália        | Mediolanum Forum  | Pale Waves          | 5.726 / 6.581   | $269.013 |
| 15 de fevereiro de 2020 | Amesterdã        | Países Baixos | Ziggo Dome        | Pale Waves          | 8.767 / 13.085  | $410.354 |
| 17 de fevereiro de 2020 | Paris            | França        | Dôme de Paris     | Pale Waves          | 4.135 / 4.135   | $248.348 |
| 21 de fevereiro de 2020 | Oslo             | Noruega       | Oslo Spektrum     | Pale Waves          | —               | —        |
| 22 de fevereiro de 2020 | Copenhague       | Dinamarca     | Royal Arena       | Pale Waves          | 3.933 / 16.387  | $238.477 |
| 26 de fevereiro de 2020 | Helsinque        | Finlândia     | Helsinki Ice Hall | Pale Waves          | 4.876 / 5.875   | $295.976 |
| 28 de fevereiro de 2020 | Berlim           | Alemanha      | Verti Music Hall  | —                   | —               | —        |
| 29 de fevereiro de 2020 | Munique          | Alemanha      | Zenith            | —                   | 5.820 / 5.820   | $258.827 |
| 4 de março de 2020      | Esch-sur-Alzette | Luxemburgo    | Rockhal           | —                   | —               | —        |
| 5 de março de 2020      | Antuérpia        | Bélgica       | Lotto Arena       | —                   | —               | —        |
| 7 de março de 2020      | Glasgow          | Reino Unido   | The SSE Hydro     | —                   | 7.967 / 9.157   | $335.121 |
| 8 de março de 2020      | Londres          | Reino Unido   | The O2 Arena      | Pale Waves          | 15.310 / 15.603 | $435.212 |
| 10 de março de 2020     | Dublin           | Irlanda       | 3Arena            | Pale Waves          | 7.657 / 8.903   | $397.878 |
| 12 de março de 2020     | Manchester       | Reino Unido   | Manchester Arena  | Pale Waves          | 9.939 / 10.687  | $409.780 |

### Shows cancelados
| Data                    | Cidade           | País           | Local                                  | Razão para cancelamento |
| ----------------------- | ---------------- | -------------- | -------------------------------------- | ----------------------- |
| 24 de fevereiro de 2020 | Estocolmo        | Suécia         | Annexet                                | Problemas técnicos      |
| 2 de março de 2020      | Zurique          | Suíça          | Samsung Hall                           | Pandemia de COVID-19    |
| 7 de maio de 2020       | Tóquio           | Japão          | Tokyo Garden Theatre                   | Pandemia de COVID-19    |
| 9 de maio de 2020       | Seul             | Coreia do Sul  | Olympic Hall                           | Pandemia de COVID-19    |
| 10 de julho de 2020     | Québec City      | Canadá         | Plains of Abraham                      | Pandemia de COVID-19    |
| 1 de junho de 2021      | Auburn           | Estados Unidos | White River Amphitheatre               | Pandemia de COVID-19    |
| 3 de junho de 2021      | Ridgefield       | Estados Unidos | Sunlight Supply Amphitheater           | Pandemia de COVID-19    |
| 5 de junho de 2021      | Mountain View    | Estados Unidos | Shoreline Amphitheatre                 | Pandemia de COVID-19    |
| 9 de junho de 2021      | Los Angeles      | Estados Unidos | Hollywood Bowl                         | Pandemia de COVID-19    |
| 10 de junho de 2021     | Sacramento       | Estados Unidos | Golden 1 Center                        | Pandemia de COVID-19    |
| 12 de junho de 2021     | Phoenix          | Estados Unidos | Ak-Chin Pavilion                       | Pandemia de COVID-19    |
| 15 de junho de 2021     | Dallas           | Estados Unidos | Dos Equis Pavilion                     | Pandemia de COVID-19    |
| 16 de junho de 2021     | The Woodlands    | Estados Unidos | Cynthia Woods Mitchell Pavilion        | Pandemia de COVID-19    |
| 18 de junho de 2021     | Atlanta          | Estados Unidos | Cellairis Amphitheatre                 | Pandemia de COVID-19    |
| 19 de junho de 2021     | Charlotte        | Estados Unidos | PNC Music Pavilion                     | Pandemia de COVID-19    |
| 23 de junho de 2021     | Cuyahoga Falls   | Estados Unidos | Blossom Music Center                   | Pandemia de COVID-19    |
| 25 de junho de 2021     | Clarkston        | Estados Unidos | DTE Energy Music Theatre               | Pandemia de COVID-19    |
| 26 de junho de 2021     | Tinley Park      | Estados Unidos | Hollywood Casino Amphitheatre          | Pandemia de COVID-19    |
| 29 de junho de 2021     | Saint Paul       | Estados Unidos | Xcel Energy Center                     | Pandemia de COVID-19    |
| 1 de julho de 2021      | Kansas City      | Estados Unidos | T-Mobile Center                        | Pandemia de COVID-19    |
| 3 de julho de 2021      | Milwaukee        | Estados Unidos | American Family Insurance Amphitheater | Pandemia de COVID-19    |
| 7 de julho de 2021      | Toronto          | Canadá         | Budweiser Stage                        | Pandemia de COVID-19    |
| 11 de julho de 2021     | Holmdel          | Estados Unidos | PNC Bank Arts Center                   | Pandemia de COVID-19    |
| 13 de julho de 2021     | Columbia         | Estados Unidos | Merriweather Post Pavilion             | Pandemia de COVID-19    |
| 14 de julho de 2021     | Mansfield        | Estados Unidos | Xfinity Center                         | Pandemia de COVID-19    |
| 16 de julho de 2021     | Forest Hills     | Estados Unidos | Forest Hills Stadium                   | Pandemia de COVID-19    |
| 17 de julho de 2021     | Forest Hills     | Estados Unidos | Forest Hills Stadium                   | Pandemia de COVID-19    |
| 20 de julho de 2021     | Nashville        | Estados Unidos | Bridgestone Arena                      | Pandemia de COVID-19    |
| 22 de julho de 2021     | Tampa            | Estados Unidos | MidFlorida Credit Union Amphitheatre   | Pandemia de COVID-19    |
| 24 de julho de 2021     | Maryland Heights | Estados Unidos | Hollywood Casino Amphitheatre          | Pandemia de COVID-19    |
| 26 de julho de 2021     | Morrison         | Estados Unidos | Red Rocks Amphitheatre                 | Pandemia de COVID-19    |
| 27 de julho de 2021     | Morrison         | Estados Unidos | Red Rocks Amphitheatre                 | Pandemia de COVID-19    |
| 29 de julho de 2021     | West Valley City | Estados Unidos | USANA Amphitheatre                     | Pandemia de COVID-19    |
| 31 de julho de 2021     | Irvine           | Estados Unidos | FivePoint Amphitheatre                 | Pandemia de COVID-19    |